# Mo Youxue
Mo Youxue (chinesisch 莫 有雪, Pinyin Mò Yòuxuě; * 10. Februar 1996) ist ein chinesischer Sprinter.

## Sportliche Laufbahn
2013 siegte er bei den Leichtathletik-Jugendweltmeisterschaften in Donezk über 100 m.
2015 gewann er in der 4-mal-100-Meter-Staffel Gold bei den Leichtathletik-Asienmeisterschaften und Silber bei den Leichtathletik-Weltmeisterschaften in Peking. Im Vorlauf der WM stellte das chinesische Quartett in der Besetzung Mo, Xie Zhenye, Su Bingtian und Zhang Peimeng mit 37,92 s einen Asienrekord auf.

## Persönliche Bestzeiten
- 60 m (Halle): 6,66 s, 8. März 2015, Xianlin
- 100 m: 10,35 s, 11. Juli 2013, Donezk